# Premios ITV
Los Premios ITV son galardones entregados en una ceremonia de premiación, organizada por Instituto Superior de Estudios de Televisión (ITV), que se lleva a cabo anualmente desde el año 1996 en el Teatro Centro de Arte de la ciudad de Guayaquil. La premiación reconoce a las producciónes y artistas favoritos del público ecuatoriano en el área de televisión, desde el 2008 en el área de la radio y desde el año 2017 en el área digital.

## Historia
En 1996 se realizó la primera entrega de los Premios ITV, donde se galardonó a las producciones y artistas favoritos del público ecuatoriano en el área de la televisión.
En ese mismo año se hace un homenaje a Rafael Duani Navarro, productor y director de televisión cubano, el cual fue uno de los fundadores de televisión ecuatoriana. En su honor se instituye el premio Rafael Duanni, el cual es entregado únicamente a graduados del ITV. 
En la ceremonia del 2008 se incluyeron las categorías en el área de la radio, donde se galardonó a los programas y locutores favoritos del público ecuatoriano. 
En 2020 se decidió suspender la entrega de los premios debido a la pandemia de COVID-19 en Ecuador, siendo la primera vez en 24 años que se suspenden, pero en su lugar el comité organizador de los premios decidió realizar un programa especial para recordar los momentos más emotivos de las galas anteriores.

### Sede de la ceremonia

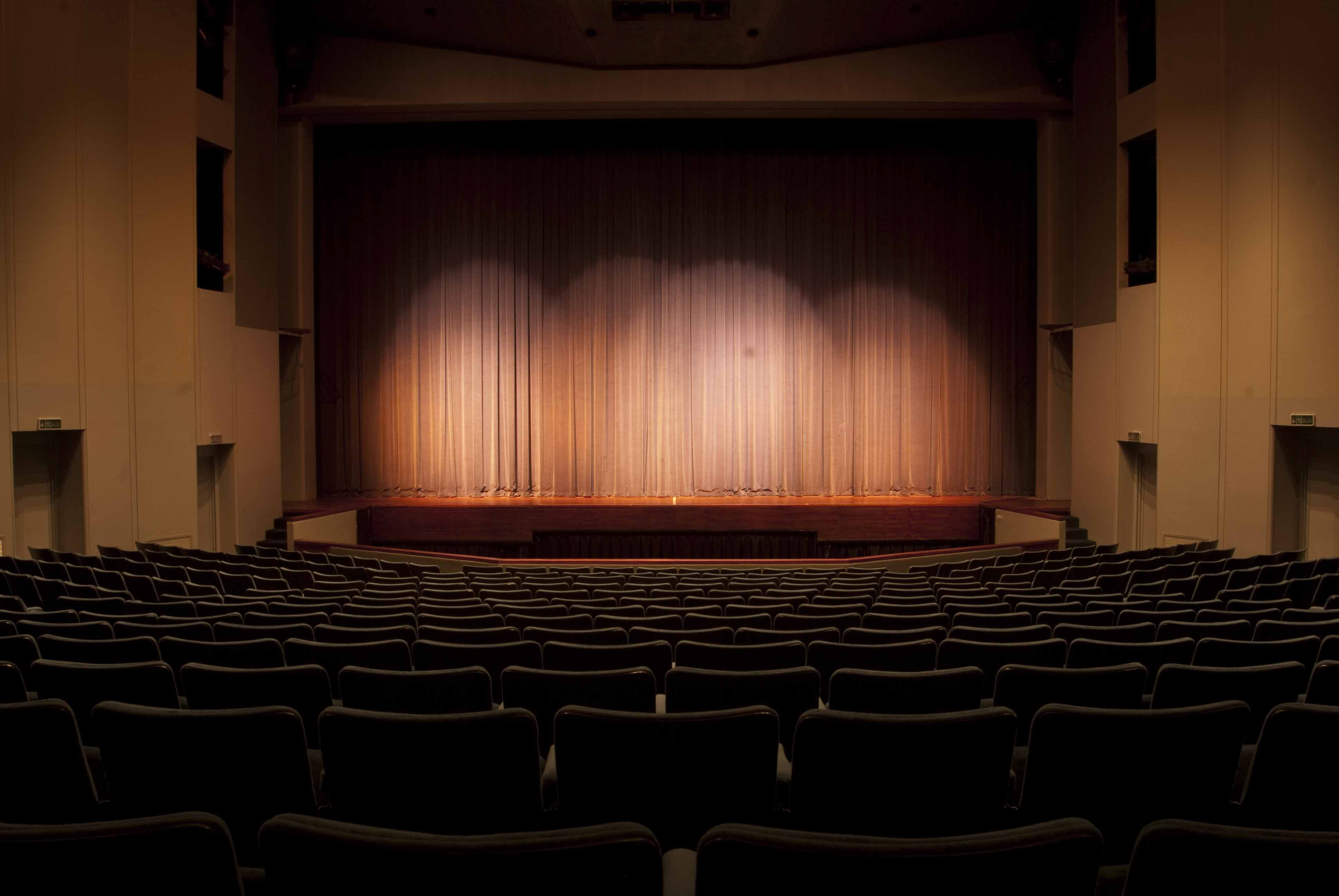
Escenario del Teatro Centro de Arte León Febres-Cordero

Desde la primera entrega en 1996 el Teatro Centro de Arte León Febres-Cordero ha sido la sede de la Ceremonia de entrega de los Premios ITV, convirtiéndose desde entonces en la sede permanente de los premios.

## Premios anuales por orden cronológico
Entre paréntesis se muestra el año en el que se presentaron las producciones y a las cuales se les premia así la ceremonia sea el año siguiente.
- 01° Premios ITV (1996)
- 02º Premios ITV (1997)
- 03º Premios ITV (1998)
- 04º Premios ITV (1999)
- 05º Premios ITV (2000)
- 06º Premios ITV (2001)
- 07º Premios ITV (2002)
- 08º Premios ITV (2003)
- 09º Premios ITV (2004)
- 10º Premios ITV (2005)
- 11º Premios ITV (2006)
- 12º Premios ITV (2007)
- 13º Premios ITV (2008)
- 14º Premios ITV (2009)
- 15º Premios ITV (2010)
- 16º Premios ITV (2011)
- 17º Premios ITV (2012)
- 18º Premios ITV (2013)
- 19º Premios ITV (2014)
- 20º Premios ITV (2015)
- 21º Premios ITV (2016)[5]
- 22º Premios ITV (2017)
- 23º Premios ITV (2018)[6]
- 24º Premios ITV (2019)[7]
- 25º Premios ITV (2021)

## Premios por categorías

### Categorías actuales
| Premios                          | Años                                  |
| -------------------------------- | ------------------------------------- |
| Mejor actor dramático            | 1999-2000 / 2002-2010 / 2017-presente |
| Mejor actriz dramática           | 1999-2000 / 2002-2010 / 2017-presente |
| Mejor programa de variedades     | 1996-presente                         |
| Mejor presentador de variedades  | 1996-presente                         |
| Mejor presentadora de variedades | 1997-presente                         |
| Mejor presentador deportivo      | 1997-presente                         |
| Mejor presentadora de deportes   | 2004 / 2015-presente                  |
| Mejor programa de noticias       | 1998-2003 / 2005-presente             |
| Mejor presentador de noticias    | 1996-2003 / 2005-presente             |
| Mejor presentadora de noticias   | 1998-2003 / 2005-presente             |
| Mejor reportero de noticias      | 1999-2003 / 2006-presente             |
| Mejor youtuber                   | 2021-presente                         |
| Mejor entrevistador digital      | 2021-presente                         |
| Mejor cuenta de Instagram        | 2017-presente                         |
| Mejor locutor de noticias        | 2008-presente                         |
| Mejor comentarista deportivo     | 2008-presente                         |
| Mejor borde de campo             | 2021-presente                         |
| Mejor narrador deportivo         | 2021-presente                         |
| Premio Rafael Duany Navarro      | 2002-presente                         |

### Categorías descontinuadas
| Premios                                         | Años                              |
| ----------------------------------------------- | --------------------------------- |
| Mejor programa dramático                        | 1999-2000 / 2002-2010 / 2017-2019 |
| Mejor Guion                                     | 2018-2019                         |
| Mejor programa cómico                           | 1999-2000 / 2002-2016             |
| Mejor actor cómico                              | 1998-2016                         |
| Mejor actriz cómica                             | 1998-2016                         |
| Mejor programa de concursos                     | 2000-2016                         |
| Mejor animador de concursos                     | 2000-2016                         |
| Mejor animadora de concursos                    | 2001-2016                         |
| Mejor programa deportivo                        | 2000-2019                         |
| Mejor reportero deportivo                       | 2004                              |
| Mejor reportera de noticias                     | 2002-2003                         |
| Mejor reportaje                                 | 2005                              |
| Mejor programa de investigación                 | 2006-2017                         |
| Mejor entrevistador de televisión               | 1996 / 2005-2016                  |
| Mejor programa de reportajes y documentales     | 2002-2003                         |
| Mejor presentador de reportajes y documentales  | 2002-2003                         |
| Mejor presentadora de reportajes y documentales | 2002-2003                         |
| Mejor programa musical y juvenil                | 2003                              |
| Mejor presentador de musical y juvenil          | 2003                              |
| Mejor presentadora de musical y juvenil         | 2003                              |
| Aporte a la comunidad                           | 1996-2003                         |
| Aporte a la comunidad Vitalicio                 | 2002                              |
| Mejor trayectoria                               | 1996-1997                         |
| Novato del año                                  | 1997-1998 / 2005                  |
| Mejor programa especial                         | 2000                              |
| Mejor programa de televisión                    | 2002                              |
| Mejor director de televisión                    | 2000                              |
| Mejor libreto de producción nacional            | 2004                              |
| Mejor novela extranjera                         | 2004 / 2006                       |
| Mejor promocional                               | 2005                              |
| Nuevo talento                                   | 2006                              |
| Talento ITV                                     | 2010                              |
| Premio excelencia                               | 2012 / 2019                       |
| ITV de oro                                      | 2014-2015 / 2017                  |
| Mejor canal de entrenamiento tutorial           | 2017-2019                         |
| Mejor canal de Humor                            | 2017-2019                         |
| Mejor Influencer en Twitter                     | 2017-2018                         |
| Mejor programa radial de noticias               | 2008-2019                         |
| Mejor programa radial de deportes               | 2008-2019                         |
| Mejor programa radial de variedades             | 2008-2019                         |
| Mejor locutor de variedades                     | 2008-2019                         |